# Cyllecoris
Cyllecoris is een geslacht van wantsen uit de familie blindwantsen. Het geslacht werd voor het eerst wetenschappelijk beschreven door Carl Wilhelm Hahn in 1834.

## Soorten
Het genus bevat de volgende soorten:

- Cyllecoris badius Liu and Zheng, 2000
- Cyllecoris djemagati V. Putshkov, 1970
- Cyllecoris equestris Stal, 1858
- Cyllecoris ernsti Matocq and Pluot-Sigwalt, 2006
- Cyllecoris histrionius (Linnaeus, 1767)
- Cyllecoris marginatus (Fieber, 1870)
- Cyllecoris merope Linnavuori, 1989
- Cyllecoris nakanishii Miyamoto, 1969
- Cyllecoris opacicollis Kerzhner, 1988
- Cyllecoris pericarti Magnien and Matocq, 2009
- Cyllecoris rectus Liu and Zheng, 2000
- Cyllecoris vicarius Kerzhner, 1988